# توطئه کاتیلینا

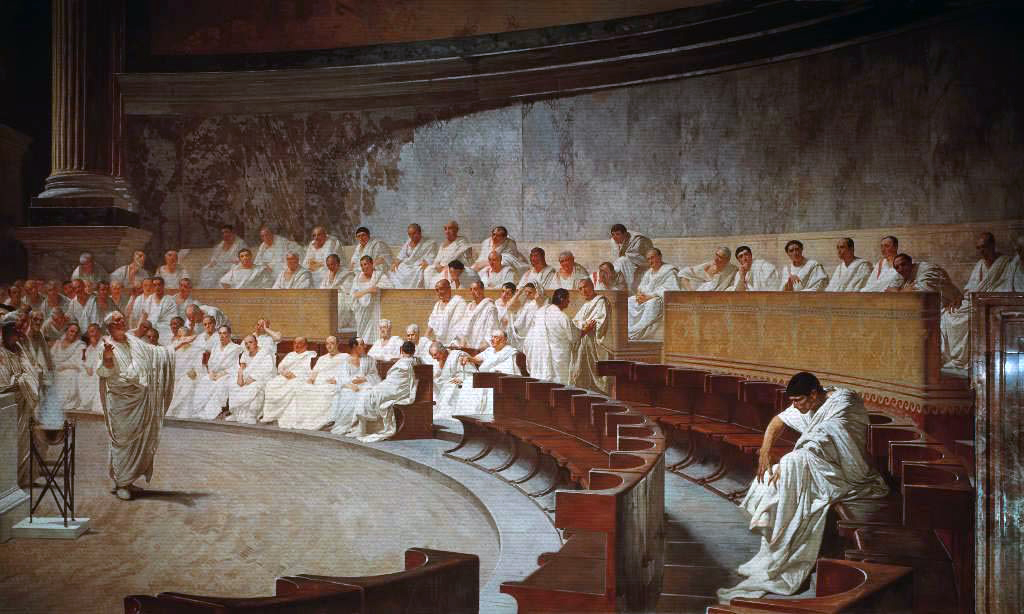
سیسرون کاتیلینا را محکوم می‌کند. نگاره از چزاره ماکاری ایتالیایی

توطئه کاتیلینا (به لاتین: Catilinae coniuratio) کودتایی بود که در سال ۶۳ قبل از میلاد در جمهوری روم به‌وقوع پیوست و عامل و بانی آن یکی از سرداران به نام لوکیوس سرگیوس کاتیلینا بود؛ این تلاشِ براندازی در دوران کنسولی مارکوس تولیوس سیسرو و گایوس آنتونیوس هیبریدا به‌وقوع پیوست. با رهبری‌های سیسرو، این توطئه خنثی شده و عاملانش مجازات شدند.

## توطئه
طبق آنچه سالوستیوس گفته، کاتیلینا در یکم ژوئن سال ۶۴ ق. م در دوران کنسولی لوکیوس یولیوس سزار و گایوس فیگولوس هواداران خود را مخفیانه به براندازی جمهوری دعوت کرد، برای آنان در باب شرایط ناآمادهٔ دولت و جوایزی که در صورت موفقیت کودتا در انتظارشان خواهد بود سخن راند؛ او افراد درماندهٔ جامعه را به‌دور خود جمع کرد که البته افرادی چند از طبقه سناتوری هم در توطئه شرکت داشتند از جمله پوبلیوس لنتولوس سورا، لوکیوس کاسیوس لونگینوس، پوبلیوس آئوترونیوس، گایوس کتگوس، سرویوس سولا و پسرش، لوکیوس وارگونتیئوس، کوئینتوس آنیوس، مارکوس پورکیوس لایکا، لوکیوس بستیا، کوئینتوس کوریوس؛ افزون بر این‌ها افرادی هم از طبقه سواران در توطئه مشارکت داشتند از جمله مارکوس نوبیلیور، لوکیوس استاتیلیوس، و پوبلیوس گابینیوس کاپیتوس؛ نیز عده کثیری از اشرافِ مستعمرات و نواحی خودمختارِ روم نیز حاضر بودند.
کاتیلینا وفادارانِ خود را در مناطق گوناگون مستقر کرد: گایوس مانلیوس را در فیزوله و بخش همسایهٔ اتروریا، سپتیمیوسِ کامرینویی را در پیچه‌نوم، و گایوس یولیوس را در پولیا مستقر ساخت.
براندازان قصد داشتند برای در دست گرفتن کنترل شهر رم، کنسول سیسرو را ترور کنند و برای همین گایوس کورنلیوس و لوکیسوس وارگونتیئوس بر آن بودند تا او را در صبحگاه ۷ نوامبر ۶۳ ق. م در منزلش مقتول سازند اما سناتور کوئینتوس کوریوس ـ که بعداً اطلاعات توطئه را مخفیانه در اختیار سیسرو گذاشت ـ بواسطهٔ معشوقه خود فولویا سیسرو را از خطری که در کمینش بود آگاهانید. سیسرو نیز صبح آن روز با مستقر ساختن چند نگهبان در ورودی خانه‌اش، از خطر جان سالم به‌در بُرد.
در روز بعد (۸ نوامبر) سیسرو نشست سنا را در معبد یوپیتر برگزار کرد و آنرا با افراد مسلح تحت حفاظت قرار داد. از روی شگفتی او، کاتیلینا نیز در نشست حاضر بود. پس سیسرو که خود سخنوری چیره‌دست بود، با نطق خود وی را کوباند و در بخشی از نطق جملات معروف زیر را بر زبان راند:
«Quousque tandem abutere, Catilina, patientia nostra? Quamdiu etiam furor iste tuus nos eludet? Quem ad finem sese effrenata iactabit audacia
ای کاتیلینا! بالاخره تا کِی از بردباری ما سوءاستفاده می‌کنی؟ تا کِی این جُنونت ما را به استهزاء می‌گیرد؟ آیا کله‌شقیِ لجام گسیخته‌ات آن [جُنون] را به‌اتمام می‌رساند؟»— Cicero، in Catilinam

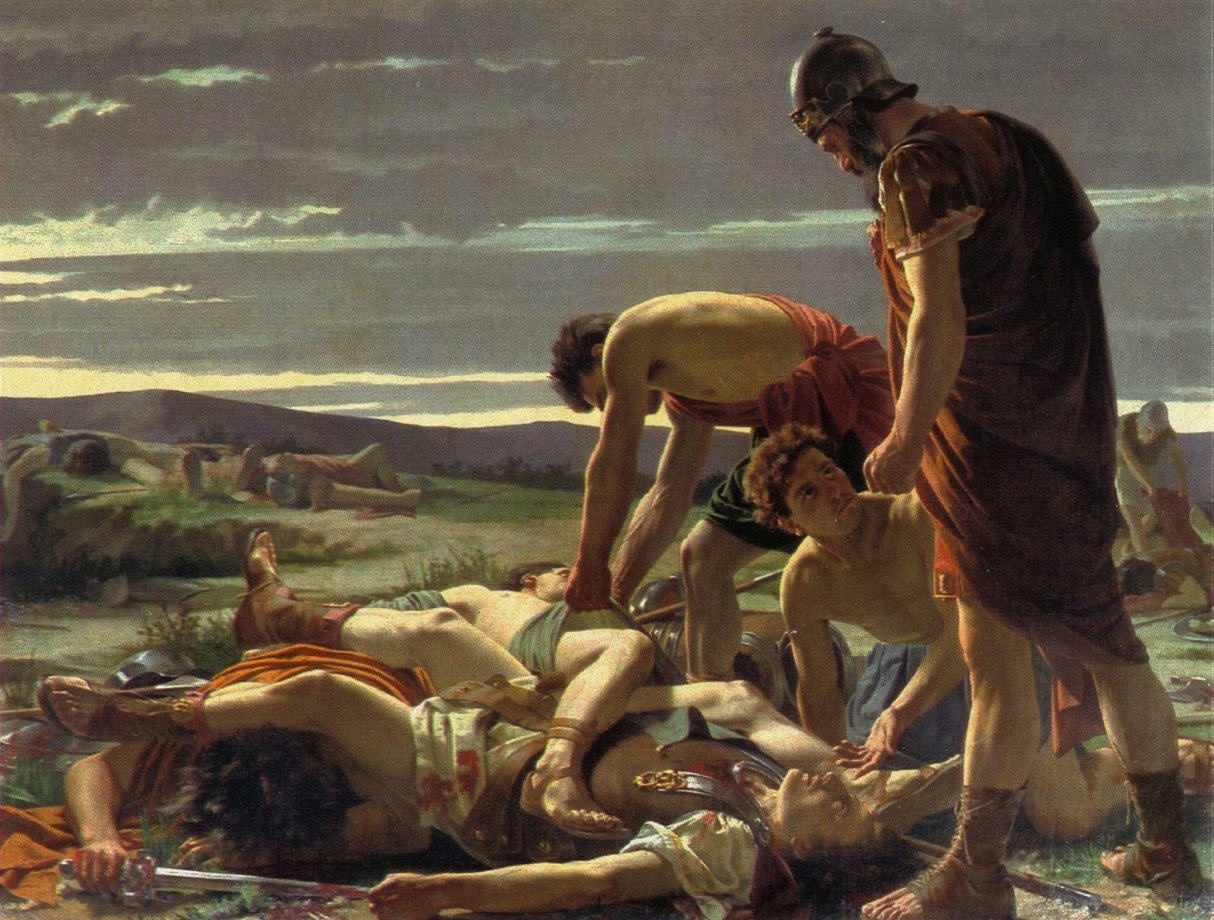
یافتن جنازهٔ کاتیلینا. اثر آلچیده سِگونی، نقاش ایتالیایی

بر طبق گفتهٔ پلوتارک سناتورهایی که در کنار کاتیلینا نشسته‌بودند در طول نطق سیسرو کم‌کم از او فاصله می‌گرفتند. کاتیلینا به‌بهانهٔ سوءرفتار کنسول سیسرو با او، در پوشش «تبعید خودخواسته» به مارسی، از رم گریخت با این‌حال به اردوگاه گایوس مانلیوس در اتروریا رفت تا نقشه براندازی را پیش ببَرد. او گایوس کورنلیوس کتگوس و پوبلیوس کورنلیوس لنتولوس سورا را در رم باقی گذاشت تا نقشه کودتا را در پایتخت به‌اجرا گذارند.
در حالی‌که کاتیلینا مشغول تدارک‌دیدنِ یک ارتش بود، براندازان و کودتاگران مشاهده کردند که یک هیئت رسمی از قوم آلوبروگ‌ها ـ واقع در گالیا ـ در روم حضور دارد و خواستار خلاصی از ظلم‌وجور فرماندار رومی‌شان هستند. برای همین لنتولوس سورا به یک بازرگان رومی که در گالیا به تجارت مشغول بود گفت که به آن قوم گالیایی وعده آزادی از یوغ آن فرماندار و براندازی جمهوری را بدهد. او همچنین پوبلیوس گابینیوس کاپیتو ـ یکی از کودتاگران برجسته ـ را مأمور کرد تا با هیئت آلوبروگ‌ها ملاقات کند، اینچنین بود که آلوبروگ‌ها از توطئهٔ کاتیلینا با خبر شدند. هیئت آلوبروگ‌ها به‌سرعت از این فرصت بهره‌جُسته و ماجرای کودتای در شرف وقوع را به اطلاع سیسرو رساند؛ سیسرو نیز به آنان گفت که سعی کنند مدارک و شواهد متقنی برای توطئه به‌دست بیاورند. از قضا پنج تن از براندازان برجسته ـ کتگوس، لنتولوس سورا، لوکیوس استاتیلیوس، مارکوس کپاریوس و تیتوس وُلتوریکوس ـ نامه‌ای امضاء شده به هیئت اعزامی آلوبروگ‌ها در رم دادند تا آنرا به قوم خود نشان داده و به آنان بفهمانند که توطئه‌ای در رم در شرف وقوع است و به‌زودی از شر جمهوری روم و فرماندار ظالم آن خلاص خواهند شد. با این‌حال جمهوری‌خواهان دامی گسترانده بودند: این نامه‌ها هنگام ارسال به گالیا در پل میلویوواقع در پایتخت کشف و ضبط شدند. پس سیسرو که اکنون شواهد معتبری دال بر توطئه در دسترس خود داشت، نامه‌ها را روز بعد در نشست سنا قرائت نمود و اندکی بعد توانست یک فرمان نهایی سنا که به دو کنسول ـ از جمله خودش ـ اختیار مطلق برای مجازات متهمان را می‌داد کسب کند. به‌لطف همین اختیارات فوق‌العاده سیسرو توانست پنج تن از براندازان مزبور را بدون برگزاری محاکمه قانونی به اعدام محکوم سازد. سیسرو از بیم آنکه دیگر توطئه‌چینان، سورا و چهار تن دیگر را آزاد کنند بلافاصله هر پنج تن را یک‌به‌یک به‌شیوه خفه‌کردن اعدام کرد؛ آن‌هم بی‌آنکه به حق آنان مبنی بر تظلم‌خواهی به مردم توجهی کرده‌باشد؛ گذشته از این متهمان حق داشتند به‌جای مجازات اعدام، تبعید را انتخاب کنند اما کنسول سیسرو آنان را خودسرانه اعدام کرد. او حتّی شخصاً سورا را تا زندان تولیانوم اسکورت کرده‌بود. سپس خبر مرگ آنان را با جمله ملایم vixerunt یا vixere به‌معنای «زندگی کردند» به توده‌های تهییج‌شده اعلام کرد. ژولیوس سزارِ جوان در یکی از نشست‌های سنا، سیسرو را به‌سبب چنین اعدامی ـ که با حقوق و قوانین رومی در تضاد بود ـ مورد نکوهش قرار داد و چند سال بعد هم به ابتکار یک تریبون مردم به‌نام پوبلیوس کلودیوس پولکر سیسرو به‌جرم اعدام غیرقانونی پنج شهروند رومی به تبعید محکوم شد؛ هرچند سیسرو چنین از خود دفاع می‌کرد که سنا آن کودتاچیان و براندازان را «دشمن جمهوری» خوانده‌بود و بنابراین قتل آنان در واقع اعدام دشمنان بود نه اعدام شهروندان رومی.
خود کاتیلینا نیز در ژانویه ۶۲ ق. م در ضمن نبردی با نیروهای جمهوری در حوالی پیستویا کشته‌شد و سیسرو به‌خاطر تلاشش در حفظ جمهوری از خطر براندازی به لقب پدر میهن مفتخر شد.

### دیگر مشارکت کنندگان
فردی به‌نام نوویوس نیگر که به‌عنوان بازرس ویژه پرونده توطئه منصوب شده‌بود به ژولیوس سزار نیز اتهام شرکت در کودتا زد؛ همچنین گفته می‌شد که مارکوس لیکینیوس کراسوس یکی از مشارکت کنندگان پنهانیِ توطئه بوده‌است. سمپرونیا (مادر دکیموس بروتوس، یکی از قاتلین سزار) در میان زنانِ برجستهٔ توطئه‌گر بوده‌است. فولویا ـ دوست‌دختر یکی از کودتاگران به‌نام کوئینتوس کوریوس ـ زودتر از همه درباب توطئهٔ براندازی به جمهوری‌خواهان ـ از جمله کنسول سیسرو ـ هشدار داده‌بود.

### نظر ویل دورانت
باید در نظر داشت که ویل دورانت نظر دیگری دارد. وی در کتاب تاریخ تمدن، جلد دوم (قیصر و مسیح) می گوید: با وجود همه ی اینها چهار سال بعد عده ی زبادی از پلب ها (مردم طبقه ی پایین رم) یا به گفته ی سیسرو "گرسنگان تیره بخت رم"  قبر کاتیلینا را از گل پوشاندند.

## در هنرهای نمایشی
یائین همیلتون اسکاتلندی در سال ۱۹۷۳ نمایشنامه‌ای با عنوان The Catiline Conspiracy نگاشت.